# Tana Orma

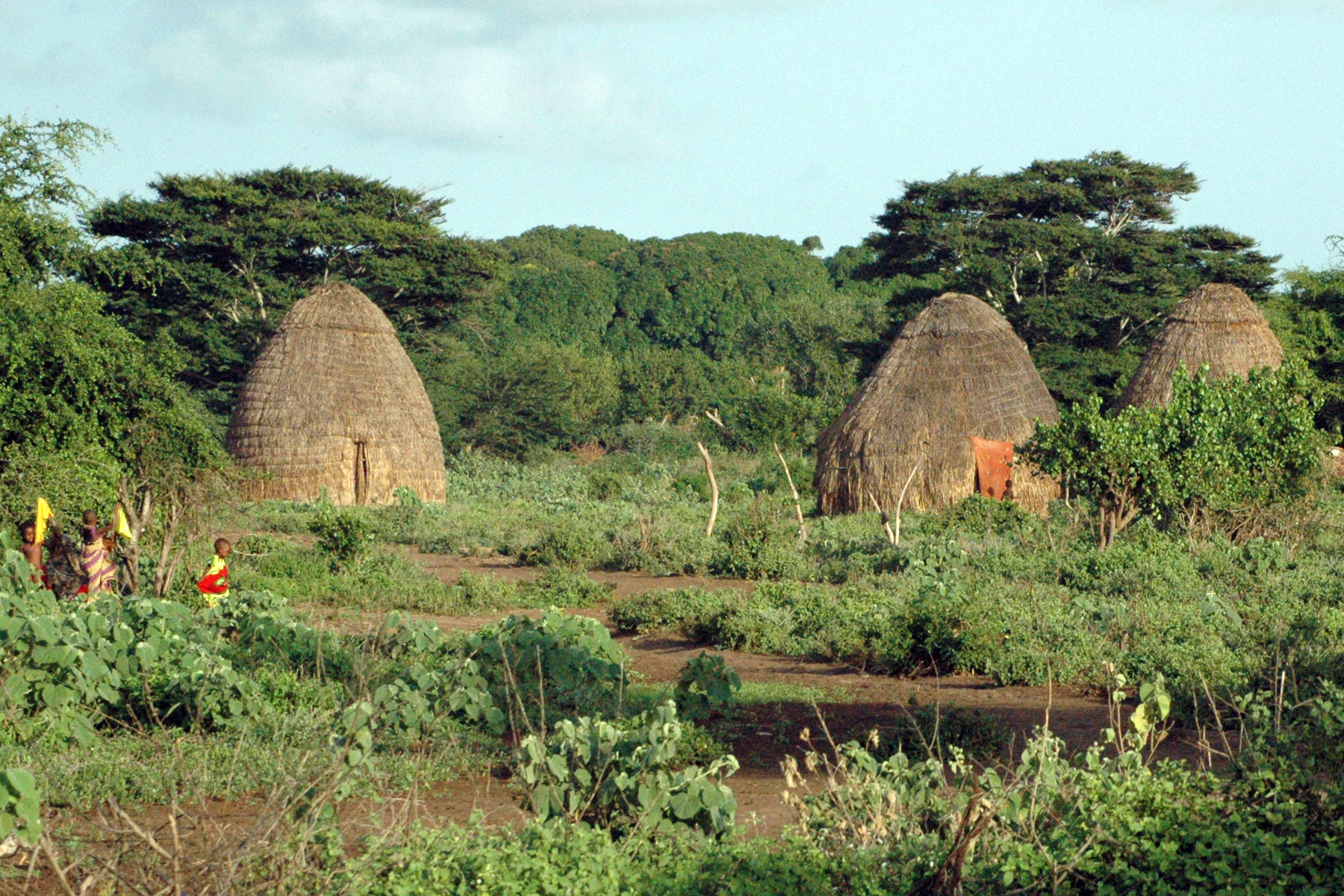
Orma-Dorf in Kenia

Die Tana Orma (auch Warra Daaya, Warrdeh oder Warday genannt) sind eine Gruppe von Oromo, die westlich des Flusses Tana in der Verwaltungsregion Coast von Kenia lebt. Ihre Bevölkerungszahl liegt bei einigen Zehntausend.

## Begriffe und Bezeichnungen
Orma ist allgemein die Form des Wortes „Oromo“ in den südlichen Dialekten der Oromo-Sprache. Der Zusatz Tana dient der Abgrenzung von anderen südlichen Oromo wie den Borana.
Warra Daaya erscheint erstmals in einer arabischen Quelle aus dem 15. Jahrhundert und wird von den benachbarten Somali als Bezeichnung für die Orma gebraucht; die Orma verwenden es nur für Rückkehrer, die als Sklaven bzw. deren Nachfahren in einem Status der Abhängigkeit bei den Somali gelebt haben. Im historischen Sinne wird es allgemein für Oromo in Kenia und Somalia gebraucht, die nicht den Borana angehören.

## Geschichte
Quellen und Überlieferungen zufolge lebten Warra Daaya früher in einem weiten Gebiet von den südlichen Ausläufern des äthiopischen Hochlandes im Norden bis Mombasa im Süden und von Marsabit im Westen bis zum Fluss Juba im heutigen Somalia. Andere Völker wie die Gabbra und Somali schreiben ihnen die Errichtung etlicher alter Gräber und Brunnen in den Distrikten Marsabit, Wajir und Mandera zu; alternativ werden diese der mythischen Volksgruppe der Madanle zugeschrieben, und Warra Daaya und Madanle werden von diesen Völkern auch als austauschbare Synonyme für eine vor ihnen dort lebende Bevölkerung gebraucht.
Im 19. Jahrhundert kam es zu einem Niedergang der Warra Daaya, die weitgehend von Somali vom Clan der Darod verdrängt wurden. Die Somali hatten sich zunächst als Abhängige unter den Warra Daaya niedergelassen, doch als sie ihnen allmählich zahlenmäßig überlegen wurden, begannen sie sie zu bekämpfen. Eine wichtige Rolle soll dabei eine Pockenepidemie gespielt haben, die 1865 die Warra Daaya in Afmadow im heutigen Somalia traf. Zahlreiche Orma wurden im Zuge der Kämpfe und Raubzüge in dieser Zeit gefangen genommen. Versklavte Warday-Jungen waren bei den Somali-Nomaden als Viehhüter sehr begehrt, Frauen und Mädchen als Konkubinen. Männer wurden oft in den Kämpfen getötet. 1909 verlegte die britische Kolonialmacht in Kenia die verbleibenden Warra Daaya in ihr heutiges Gebiet westlich des Tana, um sie vor einer weiteren Ausbreitung der Somali schützen zu können.
Die meisten Orma leben heute im Tana River District in der Küstenprovinz, besonders viele im Delta des Tana. Ferner gibt es einige Ansiedlungen im Distrikt Lamu östlich des Tana.
In den letzten Jahrzehnten wurden sie erneut von bewaffneten Somali, sogenannten Shiftas, bedrängt (vgl. dazu Shifta-Krieg). In den 1970er Jahren verloren sie wegen Dürre rund 70 % ihres Viehbestandes. Infolgedessen verarmte ein Teil von ihnen, und viele wurden von Nomaden zu Halbnomaden und Sesshaften, die noch etwas Vieh (Rinder, Ziegen und Schafe) halten. In den 1980er Jahren gab es eine weitere, fast so verlustreiche Dürre.
Dennoch scheint sich die wirtschaftliche Lage der Galole Orma – einer Untergruppe, die nach einem saisonal wasserführenden Fluss benannt ist – zwischen 1980 und 1987 verbessert zu haben. Dies dürfte auf ein Anwachsen des Handels zurückzuführen sein, wobei insbesondere auch die Preise stiegen, die die Galole Orma für ihr Vieh erhalten konnten. So wurden zwei neue Märkte eröffnet, auf denen die Hirten direkt statt über Zwischenhändler verkaufen konnten, und ihr Vieh wurde neu auch über Nairobi in den arabischen Raum exportiert, was wohl durch die Entwertung der kenianischen Währung begünstigt wurde. Dies ermöglichte es mehr Galole Orma, an diesem Handel teilzunehmen. Die Einkünfte aus diesem Handel flossen in die lokale Wirtschaft. Zudem haben Aktivitäten des Staates Arbeitsplätze für die Galole Orma geschaffen, bei Bauarbeiten wie auch – für die wenigen, die eine Ausbildung auf Sekundarstufe haben – als Lehrer und Beamte. Ein lokaler Steinbruch konnte Material für Regierungsgebäude wie auch für private Geschäfte liefern. Die Einschulungsraten stiegen im untersuchten Zeitraum (1979–1987) von 26 auf 50 % für Jungen und von 4 auf 30 % für Mädchen.
Wiederholt verloren die Orma Land wegen der Errichtung von Bewässerungsprojekten, Wildreservaten und kommerziellen Ranches. Heute (2008) plant ein kenianisches Unternehmen, im Tana-Delta Plantagen für den Anbau von Zuckerrohr zur Bioethanolproduktion anzulegen. Dies soll einerseits Arbeitsplätze für die dort lebenden Orma und Pokomo schaffen, andererseits bestehen Konflikte mit dem Naturschutz und Ökotourismus, und die Orma würden Weideland verlieren. Das Land, das ihnen als Ersatz angeboten wurde, ist mit Tsetsefliegen verseucht. Während die bäuerlichen Pokomo diesem Projekt eher positiv gegenüberstehen, lehnen es die halbnomadischen Orma eher ab.

## Kultur
Die Clans der Tana Orma gehören zu zwei großen Untergruppen (Moieties), den Bareytuma und den Irdida (Arsi-Oromo), während die Oromo als Gesamtheit laut dem äthiopischen Mönch Bahrey im 16. Jahrhundert in die Moieties Baraytuma und Borana eingeteilt waren. Die Namen der Unterclans der Bareytuma bei den Tana Orma entsprechen weitgehend den Namen der Baraytuma-Clans nach Bahrey. Günther Schlee schließt daraus, dass der Großteil der ursprünglichen Warra Daaya/Tana Orma aus der Gruppe der Baraytuma kam, denen später eine zweite Gruppe aus verschiedenen Elementen danebengestellt wurde, da die Zweiteilung bei den Oromo für die traditionellen Heiratsregeln wichtig ist. Mündliche Überlieferungen weisen auch klar darauf hin, dass es gegenseitige Zu- und Abwanderungen zwischen den Warra Daaya und den Borana gab.
Die meisten Nomadenvölker der Region – die Borana und die mit ihnen verbundenen Gabbra und Sakuye, die Somali und die Rendille – errichten ihre Behausungen mit dem Eingang nach Westen, wohl wegen des von Osten kommenden Windes. Dementsprechend bezeichnen sie den Norden als „rechts“ und Süden als „links“. Dies ist bei den Orma genau umgekehrt, was nach Schlee eine alte rituelle Abgrenzung von der anderen Untergruppe, den Borana, darstellen könnte.